# Cadiorapa
Cadiorapa là một chi bướm đêm thuộc họ Noctuidae.